# 迪勒 (內布拉斯加州)
迪勒（英語：Diller）是位於美國內布拉斯加州傑佛遜縣的村。

## 人口
根據2020年美國人口普查的數據，迪勒的面積為1.09平方千米，皆為陸地。當地共有人口248人，而人口密度為每平方千米228人。